# Stefan Forster (Architekt)

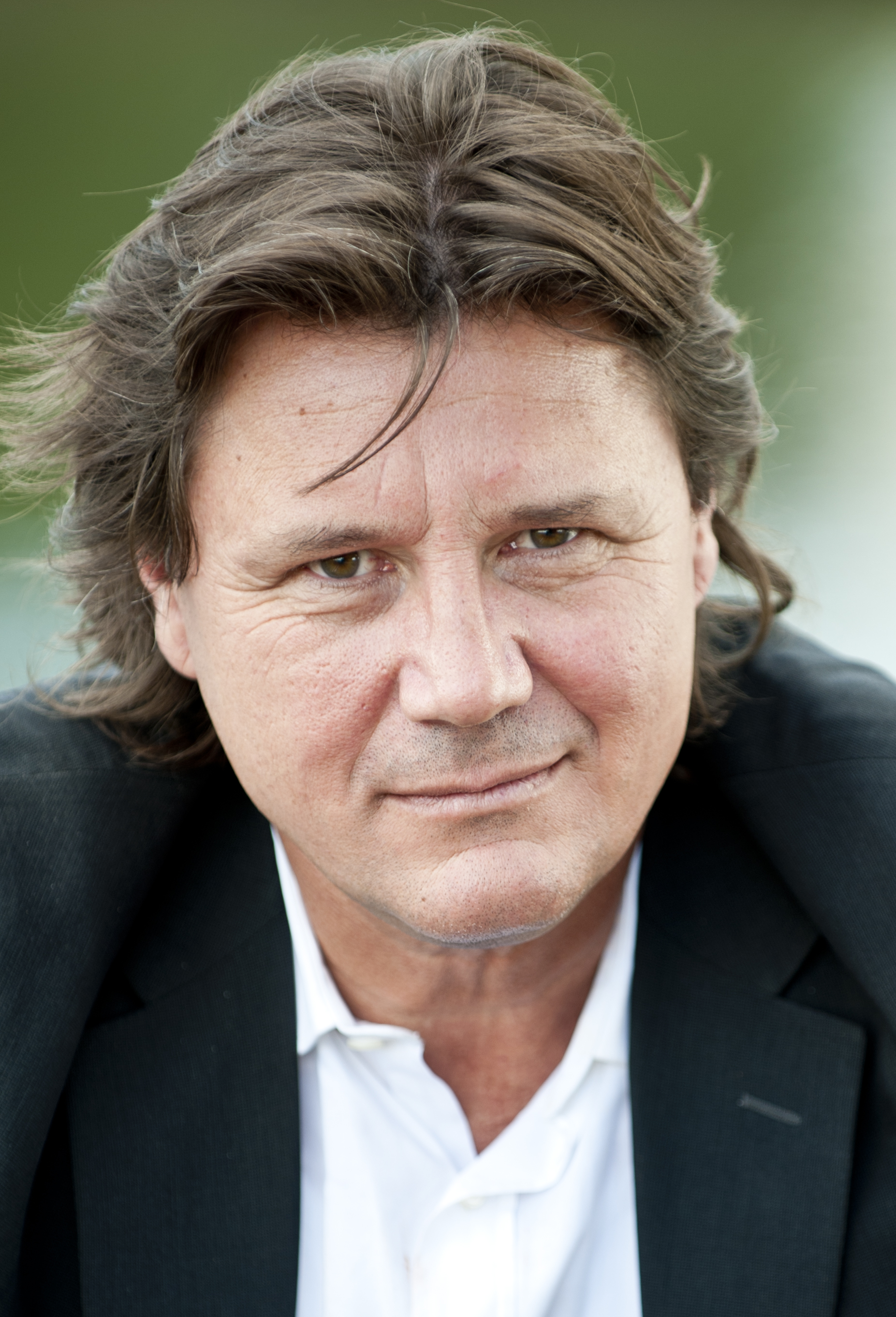
Stefan Forster (2009)

Stefan Forster (* 20. Januar 1958 in Rockenhausen) ist ein deutscher Architekt.

## Werdegang
Forster studierte von 1978 bis 1984 Architektur an der Technischen Hochschule Berlin. Nach seinem Studienabschluss verbrachte er einen vom DAAD geförderten Aufenthalt in Venedig. Seine erste Anstellung erhielt Forster im Jahre 1986 im Büro Langhof in Berlin. Im Anschluss arbeitete er von 1986 bis 1988 im Büro Kuhler in Mannheim. Hier war er am Bau des Landesmuseums für Technik und Arbeit in Mannheim beteiligt.
In den Jahren von 1988 bis 1993 war Forster Assistent bei Jürgen Bredow am Lehrstuhl für Wohnungsbau der Technischen Hochschule Darmstadt. Sein eigenes Architekturbüro gründete er 1989 in Darmstadt. 1995 erfolgte die Übersiedlung des Büros nach Frankfurt am Main. Die Schwerpunkte seiner Arbeit liegen auf dem städtischen Wohnen.

## Bauten

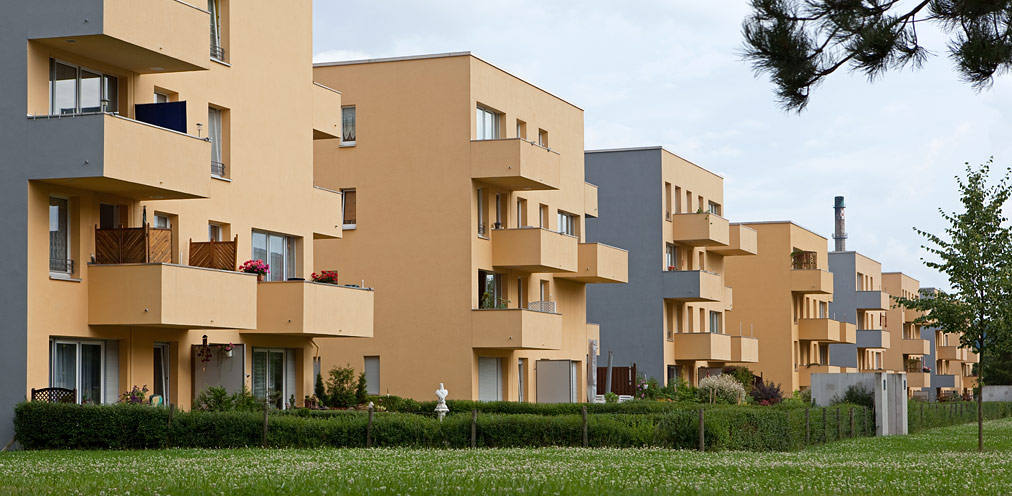
Acht Stadtvillen in Leinefelde-Süd, herausgeschält aus einem 180 Meter langen Plattenbauriegel (fertiggestellt 2004)

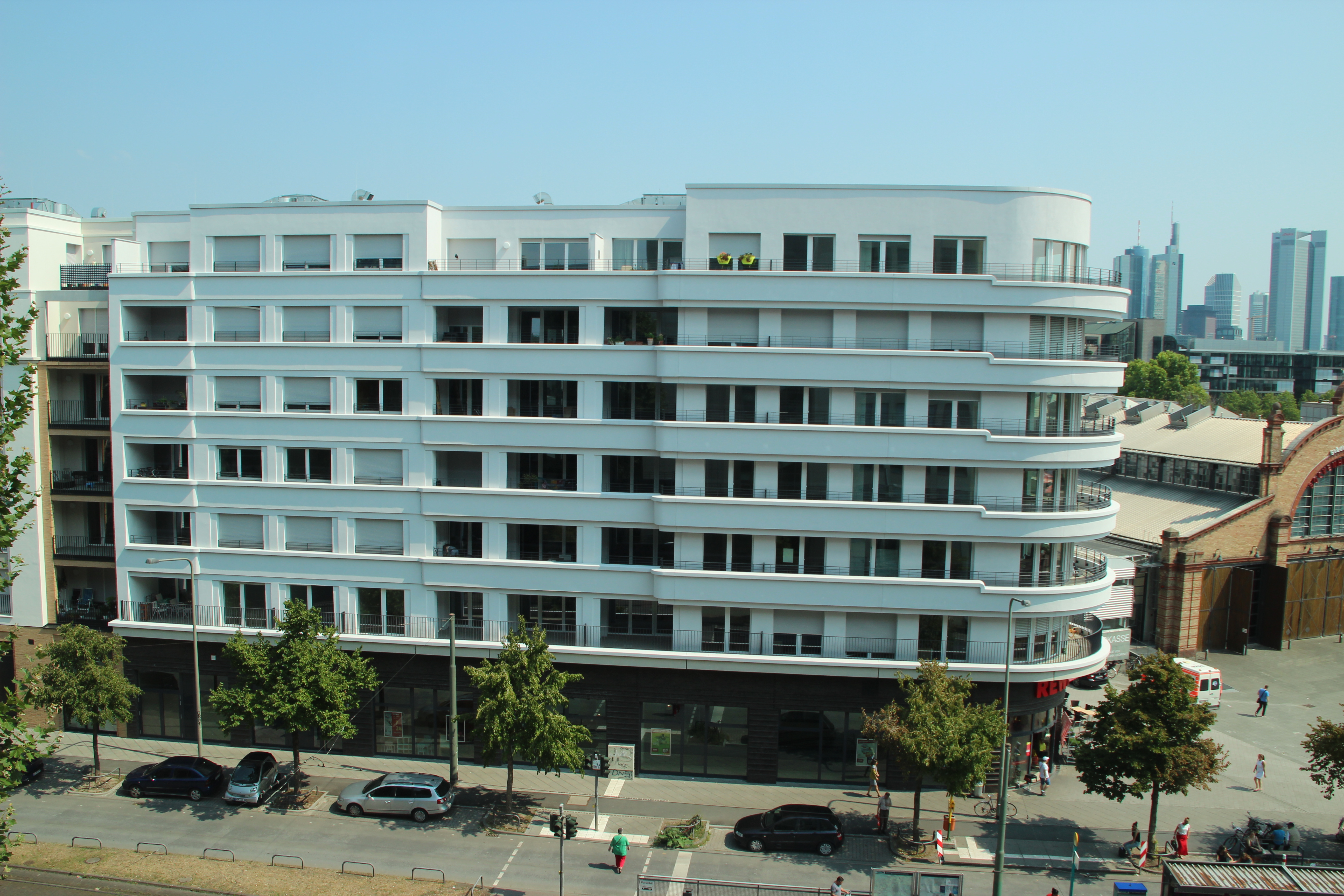
Wohnen am Depot in Frankfurt-Bockenheim

- 1999–2007: Plattenbauumbauten Leinefelde
- 2005: Wohn- und Geschäftshaus Westgarten, Frankfurt am Main, mit Karl Richter
- 2006: Wohnanlage Voltastraße, Frankfurt am Main, mit Karl Richter
- 2008: Stadtvillen – Wohnen im Park, Mühlberg Frankfurt am Main
- 2009: Passivwohnhaus Campo am Bornheimer Depot, Frankfurt am Main
- 2010: Plattenumbau Oleanderweg, Halle (Saale) im Rahmen der Internationalen Bauausstellung 2010
- 2010: Transformation eines leerstehenden Bürohauses in ein Wohnhochhaus „Lyonerstraße“, Frankfurt am Main
- 2010: Passivwohnhaus Hansaallee Westend, Frankfurt am Main
- 2013: Wohnen auf Naxos, Frankfurt am Main

- 2015: Wohnen am Depot, Frankfurt-Bockenheim
- im Bau: Wohnen am Hafen, Offenbach
- 2017: Anbau am früheren Philosophicum (Frankfurt am Main) der Goethe-Universität, Gräfstraße, Frankfurt am Main.

## Auszeichnungen und Preise
- 2000: Thüringischer Staatspreis für Architektur und Städtebau
- 2001, 2003, 2005 und 2007: Deutscher Bauherrenpreis „Hohe Qualität tragbare Kosten“
- 2002: Deutscher Städtebaupreis
- 2004: Europäischer Städtebaupreis
- 2004: Bundesdeutscher Architekturpreis Putz
- 2005: „Sir Robert Matthew Preis“ für Wohnungsbau der Union Internationale des Architectes
- 2005: Innovationspreis der Thüringer Wohnungswirtschaft
- 2006: Preis der Baukultur, Thüringen
- 2007: Architekturpreis Zukunft Wohnen
- 2007: World Habitat Award
- 2008: Sonderpreis für CO2-optimiertes Bauen, Ecola Award
- 2011: Philippe Rotthier European Prize for Architecture für Plattenumbau Oleanderweg, Halle (Saale)[1]
- 2015: Sonderpreis – Deutscher Ziegelpreis für Wohnanlage mit Kirche, Frankfurt am Main

## Ausstellungen
- 1996: Maßstabssprung, Deutsches Architekturmuseum, Frankfurt 1996
- 2006: Wohnungen für die Stadt, Architekturgalerie Berlin 2006
- 2006: Wohnungsbau in Frankfurt, Deutsches Architekturmuseum, Frankfurt 2006
- 2007: Neue Architektur in Thüringen, Kulturhof Zum Güldenen Krönbacken, Erfurt 2007
- 2007: Globalisierung 2.0, Museum für Kommunikation, Frankfurt 2007
- 2008: UPDATING GERMANY, Stadtvillen von Leinefelde, Deutsches Architekturmuseum Frankfurt 2008
- 2008: 1. Moskauer Architektur Biennale, Central House of the Artist Moskau 2008
- 2009: Plattenbautransformationen in Deutschland, St. Petersburg 2009

## Publikationen (Auswahl)
- 1994: In Anlehnung an Le Corbusier, DBZ, 05/94
- 1998: Zurückhaltung und Beständigkeit, Lindenarcarde in Potsdam, Bausubstanz, 01/98
- 2000: Radikaler Umbau statt Abriss- von der Platte zur Gartenstadt, Detail, 10/00
- 2001: Nachhaltiger Stadtumbau, Beispielhafte Projekte, Umrisse – Zeitschrift für Baukultur, 01/01
- 2002: DAB, 01/02
- 2004: Urbanes Wohnen, Vier Projekte für die Innenstadt, Umrisse – Zeitschrift für Baukultur, 5–6/04
- 2005: Arbeiten an der Platte, Der Architekt, 7–8/2005
- 2006: Das einfache Detail, Detail, 05/06
- 2008: Stadtumbau statt Umbau, Berührungspunkte Nr. 14, 11/2008
- 2009: Passivhausstandard im heutigen Geschosswohnungsbau, Architektur im Klimawandel – Hafencity IBA Labor Sommer